# Canonul Roman
Canonul Roman este una din cele patru rugăciuni euharistice (anafora) ale liturghiei romano-catolice. Până în 1969 d.C., a fost singura rugăciune euharistică a liturghiei latine.

## Generalități
Liturghia se împarte în "Liturghia catehumenilor" ("Liturghia cuvântului"), care are drept element principal lecturile biblice, și "Liturghia euharistică", ce cuprinde rugăciunea euharistică (canonul, anafora), împărtășania și încheierea.
Canonul (numit astfel deoarece de timpuriu a ajuns la o formă fixă, obligatorie) este punctul culminant al unei Liturghii, cuprinzând laudă adusă lui Dumnezeu Creatorul, invocarea Duhului Sfânt asupra pâinii și a vinului, apoi, în centrul ei, relatarea Cinei de taină a lui Isus Cristos împreună cu apostolii, care, în ritul roman, înseamnă și preschimbarea pâinii și a vinului în trupul și sângele lui Cristos, și diferite rugăciuni de mijlocire.

## Istoric
Unele rugăciuni ale Canonului datează de foarte timpuriu, după cum dau mărturie unele referiri din scrieri ale Părinților Bisericii. Structura canonului și ordinea rugăciunilor care îl alcătuiesc, s-a format treptat de-a lungul veacurilor, ajungând la forma de astăzi în secolul al VII-lea, de când a rămas, practic, neschimbat.
La început Liturghia avea o formă fixată în scris, preotul putând improviza. Se respecta însă o anumită structură generală, asemănătoare cu cea de astăzi. "Tradiția apostolică" a lui Hipolit de Roma (sec. al III-lea) este cel mai vechi document în care se dau informații despre textul rugăciunii euharistice (la această dată însă, doar cu titlul de recomandare, fără obligativitatea de a o recita întocmai).
Prima mare cotitură în istoria Canonului roman este introducerea limbii latine în cult. La început, creștinii foloseau, și la Roma, limba greacă în cult (greaca era, oricum, limbă uzuală în întreg Imperiul roman, inclusiv la Roma). Creștinii din nordul Africii sunt primii care au introdus latina în cult. La Roma se pare că Papa Victor I (190-202) este primul care a folosit-o. În limba greacă au rămas, în liturghie, invocațiile Kyrie eleison și cântarea Hagios ho Theos din Vinerea Mare.
În privința ordinii rugăciunilor Canonului roman se întâlnesc mai multe variante, de-a lungul timpului.
Însă, în vremea papei Grigore I cel Mare (590-604), Canonul roman era fixat cu structura și ordinea rugăciunilor de astăzi. Începând din secolul al X-lea, a existat tendința generală de a aduce adăugiri și modificări Liturghiei, ducând și la adăugiri la unele rugăciuni ale Canonului.
Conciliul din Trento (1545-1563) a restrâns această tendință și a dispus menținerea canonului în forma tradițională. Liturghierul roman publicat în 1570, în urma Conciliului, a cunoscut numeroase reeditări de-a lungul timpului, Canonul rămânând însă neschimbat până în 1969.
Reforma liturgică de după Conciliul Vatican II (1962-1965) a făcut ușoare modificări ale Canonului (mai ales în privința gesturilor preotului ce însoțesc recitarea lui) și a introdus în Liturghia romano-catolică, pe lângă Canonul roman, încă 3 rugăciuni euharistice: una inspirată din textul foarte vechi al "Tradiției apostolice" a Sf. Hipolit din Roma, una constând într-o formă abreviată a Canonului roman și ultima, inspirată din rugăciunea euharistică a Liturghiei Sf. Ioan Gură de Aur.
Ediția a III-a a Liturghierului roman (2002) conține 10 rugăciuni euharistice (adăugându-se încă 6, mai adaptate unor diferite situații pastorale specifice).

## Text
RUGĂCIUNEA EUHARISTICĂ I SAU CANONUL ROMAN

### Introducere. Rugăciune pentru Biserică
Preotul, cu brațele întinse, spune:
Pe Tine, așadar, preamilostive Părinte, cu umilință Te rugăm și-Ți cerem, prin Domnul nostru, Isus Cristos, Fiul Tău,
împreunează mîinile și spune:
să binevoiești a primi
face semnul crucii asupra pîinii și a potirului laolaltă, spunînd:
și a binecuvînta  +  aceste daruri, aceste prinosuri, aceste sfinte jertfe nepătate,
întinzînd brațele, continuă:
pe care Ți le oferim, mai întîi, pentru Biserica Ta sfîntă catolică. Binevoiește a-i dărui pacea, a o păzi, a o uni
și cîrmui pe întregul pămînt împreună cu slujitorii Tăi: Papa nostru N. și Episcopul nostru N. și cu toți aceia care veghează asupra dreptei credințe catolice și apostolice.

### Pomenirea celor vii
Adu-Ți aminte, Doamne, de slujitorii și slujitoarele Tale N. și N.
Își împreunează mîinile și se roagă, în tăcere, cîteva momente pentru cei pe care dorește să-i amintească. Apoi, cu brațele întinse, continuă:
și de toți cei de față, a căror credință și evlavie Îți sînt cunoscute, pentru care Îți oferim, sau care Îți oferă această jertfă de laudă, atît pentru ei înșiși, cît și pentru toți ai lor, pentru răscumpărarea sufletelor, spre nădejdea mîntuirii și ocrotirii lor, și înalță rugăciunile lor către Tine, Dumnezeul cel veșnic, viu și adevărat.

### Invocarea mijlocirii sfinților
În unire cu întreaga Biserică amintim și cinstim, înainte de toate, pe slăvita pururea Fecioară Maria, Născătoarea Domnului și Dumnezeului nostru, Isus Cristos, + precum și pe Sfîntul Iosif, soțul Fecioarei, pe toți sfinții Tăi Apostoli și Martiri: Petru și Paul, Andrei, (Iacob, Ioan, Toma, Iacob, Filip, Bartolomeu, Matei, Simon și Tadeu;
Lin, Clet, Clement, Sixt, Corneliu, Ciprian, Laurențiu, Crisogon, Ioan și Paul, Cosma și Damian) și pe toți sfinții Tăi. Prin meritele și rugăciunile lor, dăruiește-ne în toate împrejurările ocrotirea și ajutorul tău. (Prin Cristos, Domnul nostru. Amin.)

### Rugăciune pentru primirea jertfei
Cu brațele întinse, preotul continuă:
Te rugăm, așadar, Doamne, să primești cu bunăvoință jertfa slujirii noastre și a întregii Tale familii. Rînduiește în pace zilele noastre, mîntuiește-ne de osînda veșnică și primește-ne în ceata aleșilor Tăi. (Împreunează mîinile.) Prin Cristos, Domnul nostru. Amin.
Ținînd mâinile întinse asupra darurilor, spune:
Te rugăm, Dumnezeule, să binevoiești a face această jertfă în toate binecuvîntată, Ție sfințită, bineprimită și plăcută Ție, ca ea să devină pentru noi Trupul și Sîngele preaiubitului Tău Fiu, Domnul nostru, Isus Cristos.

### Relatarea Cinei Domnului. Consacrarea
Împreunează mâinile. În formulele care urmează, cuvintele Domnului să fie rostite clar și răspicat, după cum o cere însăși natura lor.
El, în ajunul pătimirii, 
Preotul ia pâinea în mâini și, ținînd-o ridicată puțin deasupra altarului, continuă:
a luat pâinea în sfintele și preacinstitele Sale mîini,
ridică ochii
și, ridicînd ochii spre cer, către Tine, Dumnezeule, Tatăl Său atotputernic, mulțumindu-Ți, a binecuvîntat-o, a frînt-o  și a dat-o ucenicilor Săi, zicînd:
se înclină puțin
LUAȚI ȘI MÎNCAȚI DIN ACEASTA TOȚI: ACESTA ESTE TRUPUL MEU, CARE SE JERTFEȘTE PENTRU VOI.
Preotul arată poporului ostia consacrată, apoi o așază pe patenă și, îngenunchind, o adoră. Apoi continuă:
De asemenea, după cină, 
ia potirul și, ținîndu-l ridicat puțin deasupra altarului, continuă:
luînd și acest prețios potir în sfintele și preacinstitele Sale mîini și din nou mulțumindu-Ți, l-a binecuvîntat
și l-a dat ucenicilor Săi, zicînd: 
se înclină puțin
LUAȚI ȘI BEȚI DIN ACESTA TOȚI: ACESTA ESTE POTIRUL SÎNGELUI MEU, AL NOULUI ȘI VEȘNICULUI LEGĂMÎNT, CARE PENTRU VOI ȘI PENTRU MULȚI SE VARSĂ SPRE IERTAREA PĂCATELOR. FACEȚI ACEASTA ÎN AMINTIREA MEA.
Arată poporului potirul, apoi îl pune pe corporal și, îngenunchind, îl adoră. Apoi spune:
Misterul credinței.

### Aclamația poporului
Poporul continuă aclamînd:
Moartea Ta o vestim, Doamne, și învierea Ta o mărturisim, pînă cînd vei veni în slavă.

### Pomenirea misterului pascal și rugăciune de dăruire
Apoi, cu brațele întinse, preotul spune:
De aceea, Doamne, noi, slujitorii Tăi și poporul Tău sfînt, amintindu-ne de fericita pătimire, precum și de învierea din morți și de glorioasa înălțare la ceruri a Fiului Tău, Domnul nostru, Isus Cristos, oferim Maiestății Tale preaslăvite, din darurile Tale, o jertfă curată, o jertfă nepătată, Pîinea sfîntă a vieții fără de sfîrșit și Potirul mîntuirii veșnice.
Binevoiește a privi asupra lor cu față senină și blîndă și a le primi, precum ai primit darurile dreptului Tău slujitor, Abel, și jertfa patriarhului nostru, Abraham, și ceea ce Ți-a oferit marele Tău preot, Melchisedec, jertfă sfîntă, prinos nepătat.
Înclinat, cu mîinile împreunate, preotul continuă:
Te rugăm cu umilință, Dumnezeule atotputernic, să poruncești ca jertfa aceasta să fie adusă, prin mîinile sfîntului Tău Înger, pe altarul Tău ceresc, în fața Maiestății Tale dumnezeiești, pentru ca noi toți care vom primi de pe acest altar preasfîntul Trup și Sînge al Fiului Tău  
se ridică și își face semnul crucii, spunînd:
să ne umplem de toată binecuvîntarea cerească și de tot harul.
Își împreunează mîinile.
Prin Cristos, Domnul nostru. Amin.

### Pomenirea celor răposați.
Cu brațele întinse, preotul spune:
Pomenește, Doamne, și pe slujitorii și slujitoarele Tale N.N., care au mers înaintea noastră cu semnul credinței
și dorm somnul păcii.
Își împreunează mîinile și se roagă, în tăcere, cîteva momente pentru răposații pe care dorește să-i pomenească.  Apoi, cu brațele întinse, continuă:
Te rugăm, Doamne, să binevoiești a le da lor și tuturor celor care odihnesc în Cristos un loc de răcorire, de lumină și de pace. 
Își împreunează mîinile.
Prin Cristos, Domnul nostru. Amin.

### Rugăciune pentru păcătoși
Preotul își bate pieptul cu mîna dreaptă, spunînd:
De asemenea și pe noi, păcătoșii, slujitorii Tăi, 
și continuă cu brațele întinse
care nădăjduim în mulțimea îndurărilor Tale, binevoiește a ne uni cu sfinții Tăi Apostoli și Martiri, cu: Ioan, Ștefan, Matia, Barnaba, (Ignațiu, Alexandru, Marcelin, Petru, Felicitas și Perpetua, Agata, Lucia, Agneza, Cecilia, Anastasia) și cu toți sfinții tăi. Te rugăm să ne primești alături de ei, nu pentru vrednicia noastră, ci din belșugul milei Tale.

### Doxologie finală
Își împreunează mîinile și continuă:
Prin Cristos, Domnul nostru, prin care Tu, Doamne, pururea creezi aceste daruri, le sfințești, le însuflețești, le binecuvîntezi și ni le dai nouă.
Preotul ia patena cu Ostia și potirul și, ridicîndu-le pe amîndouă, spune:
Prin Cristos, cu Cristos și în Cristos, Ție, Dumnezeule, Tată atotputernic, în unire cu Duhul Sfînt, toată cinstea și mărirea în toți vecii vecilor.
Poporul aclamă:
Amin.